# クラクフ市電NGT8形電車
NGT8は、ポーランド・クラクフの路面電車であるクラクフ市電で使用されている車両。バリアフリーに適した超低床電車（部分超低床電車）として、2012年から営業運転に用いられている。形式名の「NGT8」は、ドイツ語で「低床式連接式動力車（Niederflurgelenktriebwagen）・車軸数8」という意味である。

## 概要
2009年、クラクフ市電を運営するクラクフ市交通会社は、市電の近代化プロジェクトの一環として新型電車の入札を実施し、ボンバルディア・トランスポーテーション（現：アルストム）が獲得した後2011年に契約を交わした。これを基に同社が製造したのがNGT8である。
クラクフ市電には2000年以降、NGT8と同じく「フレキシティ・クラシック」ブランドの車種であるNGT6の導入が行われている。NGT8はこのNGT6と同様に片運転台の3車体連接車だが、収容力の向上を目的に全長がNGT6の26 mから32.4 mに拡大しており、特に中間車体の全長が伸びている。また、前面デザインも変更され、衝突時の安全対策のためクラッシャブルゾーンが設けられている。前後車体の運転台側のボギー台車にはシュコダ製の主電動機（三相誘導電動機）が搭載されている。制御装置を初めとした主要な電気機器は屋根上に搭載されている。
車内については、主電動機が設置されたボギー台車の上部は床上高さ600 mmとなっている一方、それ以外は360 mm、乗降扉付近は290 mmに抑えられており、この低床部分は車内全体の68 %となっている。また、前方車体の低床部分には車椅子が設置可能なフリースペースが1箇所存在する。また、車内は冷暖房が完備されている他、車内照明は天井に配備されたLED照明が用いられている。

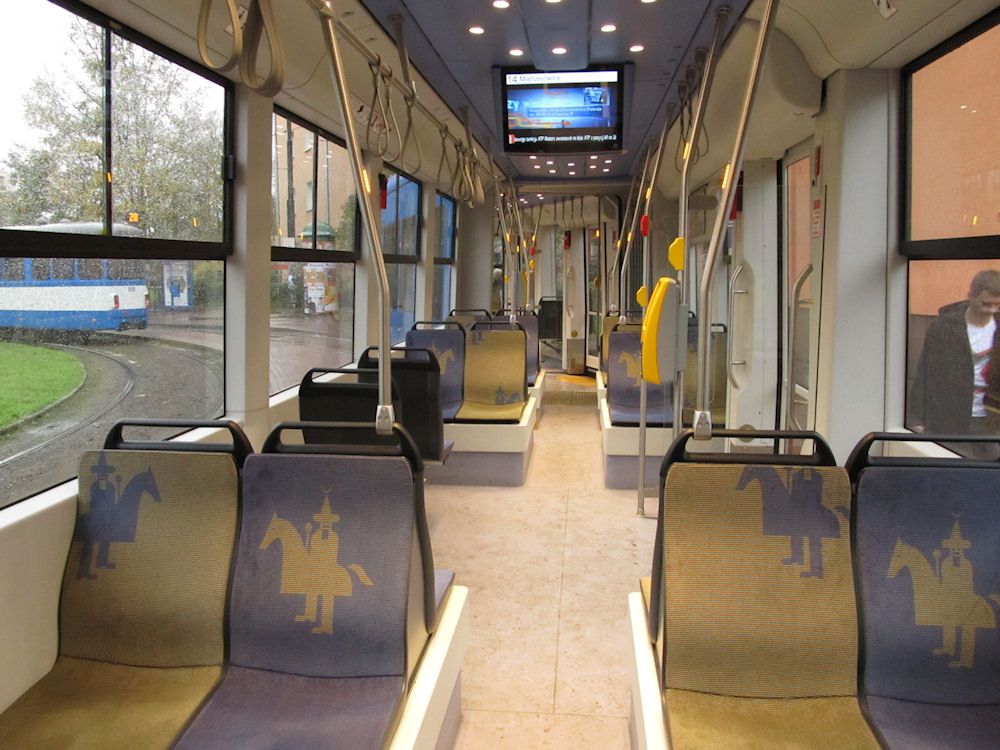
車内
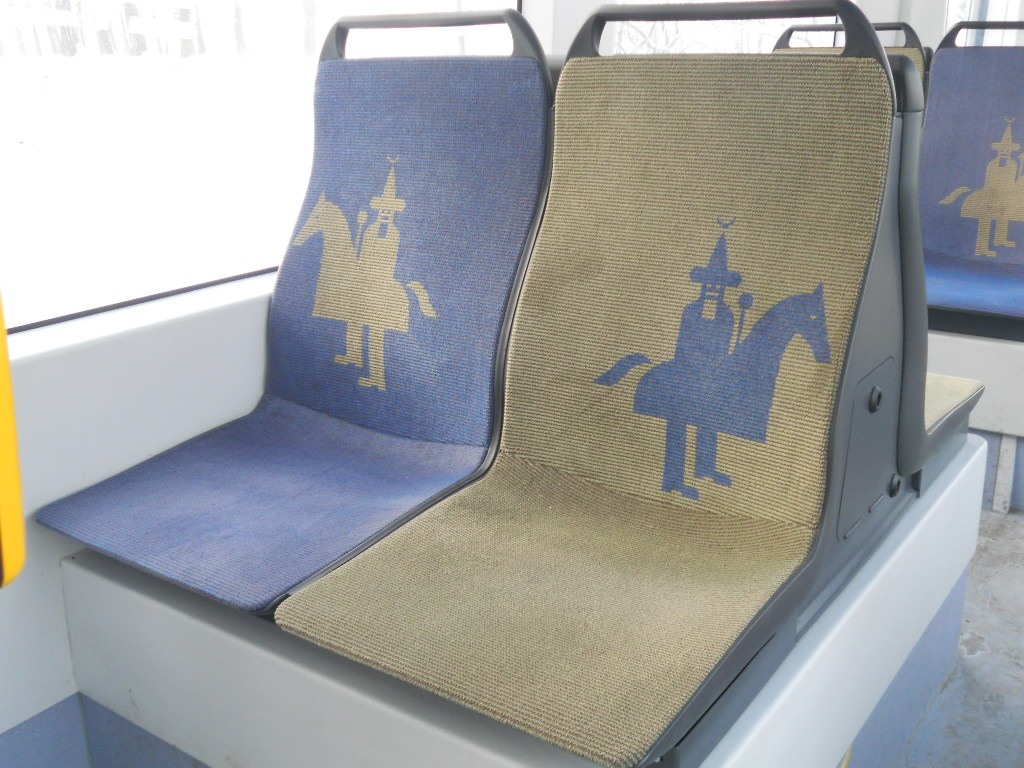
座席
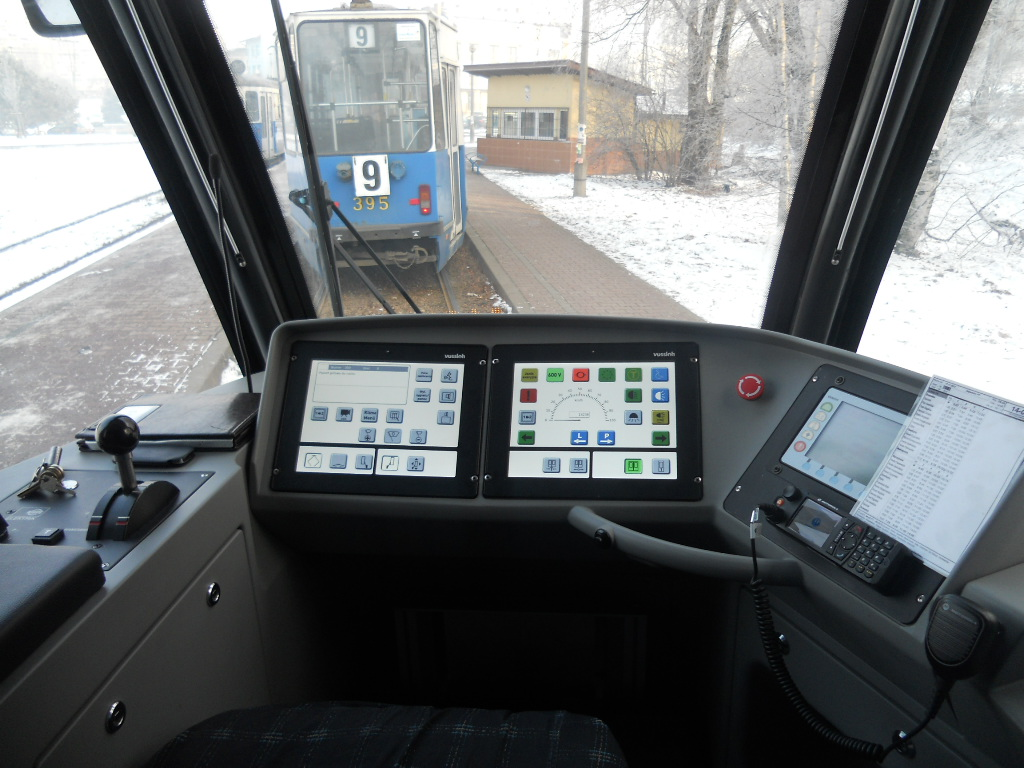
運転台

2012年10月から営業運転を開始し、2013年までに契約分の全車両の導入が完了した。2023年現在はポドグジェ車庫（Stacja Obsługi Tramwajów Podgórze）に24両が在籍し、主に13号線・14号線で使用されている。

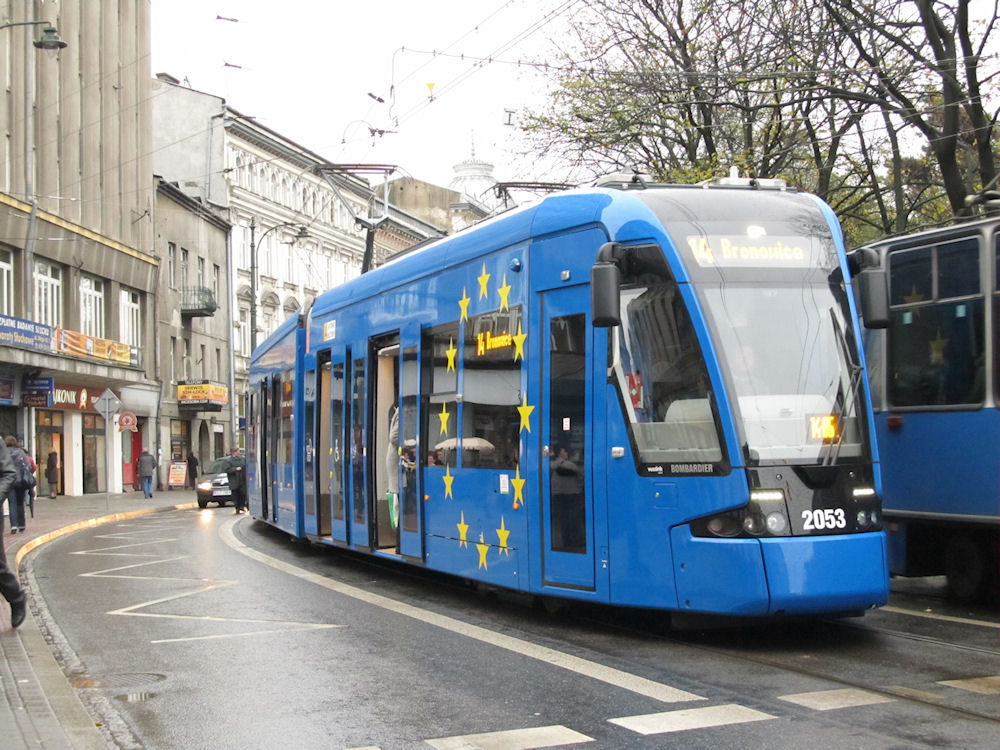
NGT8（2014年撮影）
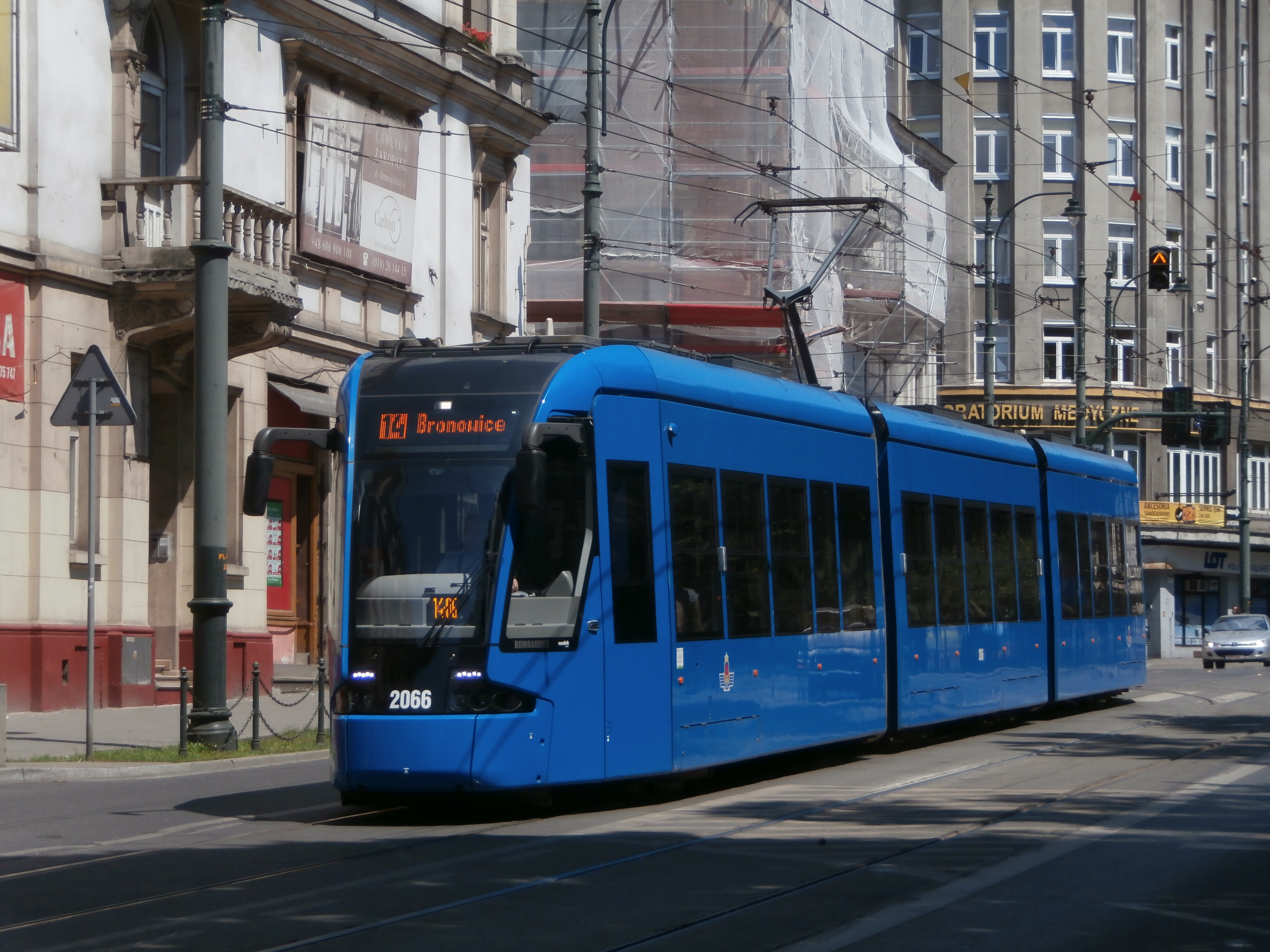
NGT8（2014年撮影）
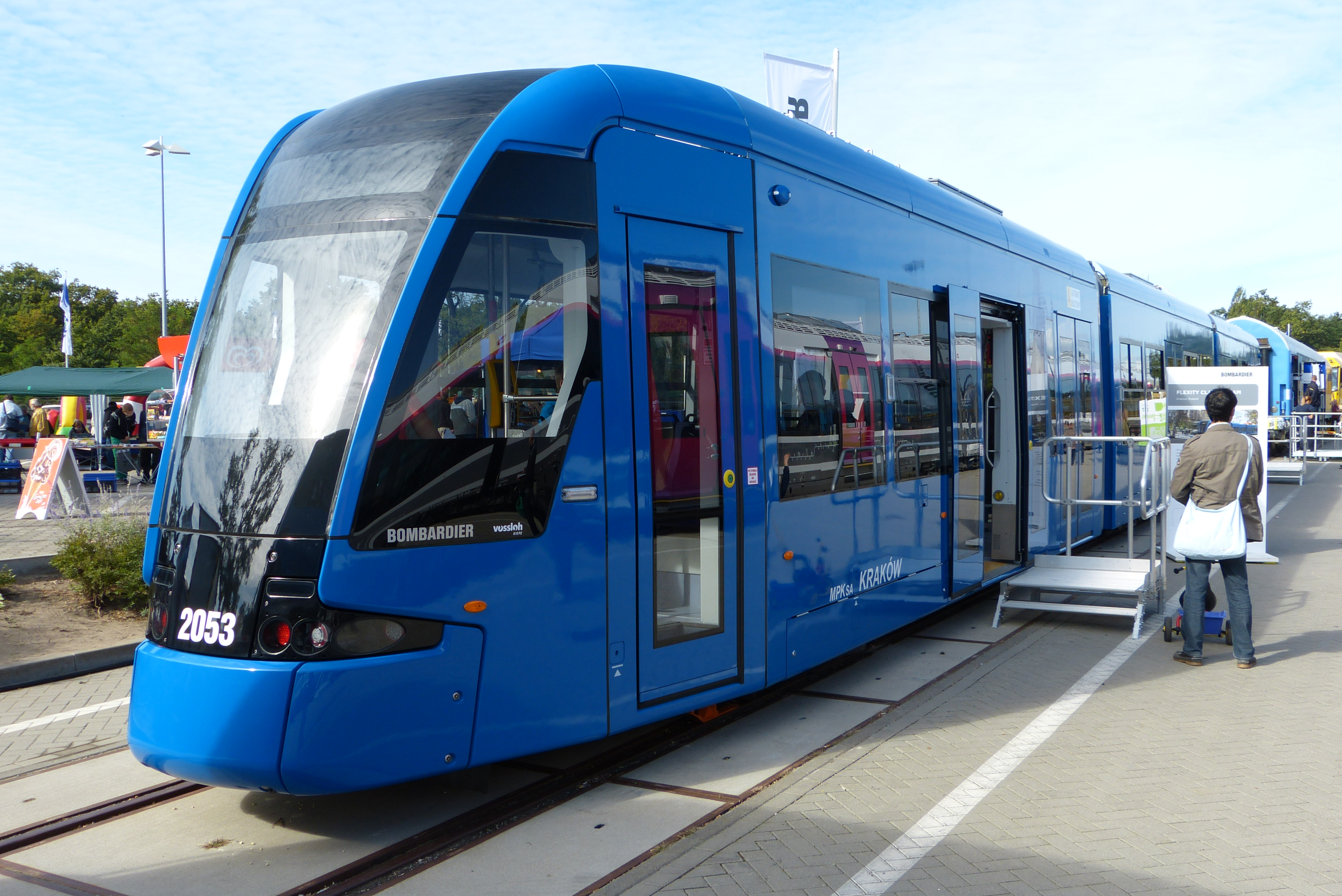
イノトランスに展示されたNGT8（2012年撮影）